# Jugurrus
A jugurrus a kagán után következő második legmagasabb méltóság volt az Avar Kaganátus fennállásának végén. A források 782-796 között említik, mint a kagánnal csaknem egyenrangút. Ez az esetleges decentralizáció nyomán fellépő hatalommegosztással függhet össze.

## Eredete
A jugurrus szó az avarokkal kapcsolatban tűnik fel a forrásokban, azonban nem török eredetű szó.[forrás?] Az avarokon kívül még a muszlim karahánidák (juyruš) esetén tudunk róla.
Vámbéry Ármin szómagyarázata szerint az elferdített alakban lejegyzett jugurrus cím, illetve kifejezés török eredetű. A törökös jakur, jagur, jaur szó jelentése: jövendölni, jósolni.

## Szerepe
Az avaroknál a jugurrus kapcsán szakrális kettős királyságot tételeztek fel, de ennek nincs nyoma a korabeli forrásokban. A kagán és a jugurrus között a 8. század végén belharcok dúltak, amit ma inkább etnikai alapúnak gondolnak. A kagán mögött álltak Baján kagán eredeti avarjai, akik a 6. században foglalták el a Kárpát-medencét, míg a jugurrus mögött a 670 után betelepült onogur népelemek. A jugurrus ezeknek a képviselője lehetett a birodalomban.
Az avarokon kívül a karahánidáknál fordul még elő jugrus alakban, a kagán alatt egy fokkal.